# Richard 'Abs' Breen
Abs Love (Richard Abidin Breen,nacido el 29 de junio de 1979 en Londres, Inglaterra)
es un DJ y músico inglés. Anteriormente fue miembro de la boyband Five. Estudió en la
Italia Conti Stage School de Londres antes de iniciar su carrera musical.
Además de cantar y rapear, Abs era un bailarín y tocaba varios instrumentos.
Él había sido conocido como Abs Breen hasta el 2008 , cuando se dio a conocer como
Abs Love.

## Sus primeros años
Abs nació en Hackney, al Oriente de Londres, su padre Turan, que es turco, y su madre irlandesa, Kay. La pareja nunca se casó y el padre de Abs lo abandonó cuando era un niño pequeño. Su maestro en la Italia Conti Stage School, sugirió una audición para un grupo de chicos que se fue creando y fue elegido junto con otros cuatro chicos para formar parte de la boyband Five, la cual tuvo un éxito a nivel internacional. Los cinco miembros fueron Abs , Scott Robinson, Ritchie Neville, J Brown y Sean Conlon.

## Five
Five (antiguo estilo 5ive) fueron una banda de chicos Ingleses de cinco miembros reunidos en 1997 por el mismo equipo que formaron las Spice Girls. Firmado por Simon Cowell, Five en todo el mundo disfrutó de un éxito rotundo , sobre todo en el Reino Unido, en muchas otras partes de Europa y la mayor parte de Asia, así como Rusia, Brasil, Australia, Nueva Zelanda y EE. UU. Se separaron el 27 de septiembre de 2001, después de vender casi 20 millones de discos, y con 11 sencillos top ten y 4 álbumes Top Ten en el Reino Unido. Después de que Five se separa, Abs se convirtió en el único 
miembro del grupo en lanzar un álbum en solitario, y tuvo tres Top 10 en el UK Singles Chart.
Después de estar en el centro de atención desde la edad de 16 Abs decidió tomar este tiempo para viajar y disfrutar de sí mismo y en agosto de 2006 fue un invitado sorpresa en el show de televisión ITV Reality , la isla del amor, durante cinco días. Fue criticado por el presentador de televisión Patrick Kielty por hablar con un acento de Jamaiquino.

### Five regresa en el 2006
El 27 de septiembre de 2006 se anunció que sólo cuatro de los cinco miembros de la banda volverían . Abs fue al reencuentro con J, Ritchie y Scott, pero Sean inició una carrera en solitario. A pesar de ser sólo una banda de cuatro, conservó el nombre de Five (cinco) . Los muchachos también anunciaron que lanzarían un nuevo álbum y estaban planeando una gira, pero solo a la mitad de haber grabado el álbum, Five se disolvió de nuevo el 19 de mayo de 2007, ya que no había ganado suficiente interés en compañías discográficas.

### Abs Regresa el 2008
Cambió su nombre a Abs Love en junio del 2008 y se está embarcando en un regreso a la música. Fue invitado en BBC3 Show Celebrity Scissorhands para recibir una manicura de su excompañero de banda Scott. Abz ha comenzado su proyecto Loveupgang y actualmente se encuentra la creación de un EP llamado "Loved Up", que será lanzado a finales de 2011. Actualmente está ultimando una amplia gama de productos de aseo ecológicos, llamado Abz-a-Lootly , que estará disponible en ASDA tiendas a nivel nacional a partir de marzo de 2012.

### Álbumes
Abstract Theory
- Fecha de Lanzamiento: 1 de septiembre de 2003
- Posición: #29 U.K.

TBA
- Fecha de Lanzamiento: 2010

### Singles
| Año  | Título                         | Posición | Posición | Posición | Posición | Álbum           |
| Año  | Título                         | UK       | IRE      | AUS      | Italia   | Álbum           |
| ---- | ------------------------------ | -------- | -------- | -------- | -------- | --------------- |
| 2002 | "What You Got"                 | 4        | 9        | 33       | 37       | Abstract Theory |
| 2002 | "Shame"                        | -        | -        | -        | -        | Abstract Theory |
| 2003 | "Stop Sign"                    | 10       | 21       | 53       | 96       | Abstract Theory |
| 2003 | "Miss Perfect" [feat. Nodesha] | 5        | 13       | 64       | -        | Abstract Theory |
| 2003 | "7 Ways" [feat. Eve Bicker]    | -        | -        | -        | -        | Abstract Theory |
| 2010 | "Comin' Home Baby"             | -        | -        | -        | -        | TBA             |

## Lista de Canciones (Shame)
1. Shame (3'26")
2. Come With A Little Bit More (3'17")
3. Roll With Me (3'39")
4. The Dog In Me (4'06")
5. What You Got (Reggae Mix) (4'30")
6. What You Got (Video) (3'19")

- Datos: Q24752
- Multimedia: Abz Love / Q24752